# الدوري المغربي لكرة القدم 1993–94
الدوري المغربي لكرة القدم 1993-1994 هو الموسم 38 من البطولة الوطنية المغربية لكرة القدم . يتنافس خلاله 16 من أفضل الأندية الوطنية المغربية.توج بهذا الموسم فريق نادي الأولمبيك البيضاوي .